# Nimrod Hilliard
Nimrod Hilliard IV (Madison, 12 febbraio 1993) è un cestista statunitense.

## Palmarès
- Campionato danese: 1

Horsens IC: 2015-2016